# آنتونیو نوسا
آنتونیو نوسا (انگلیسی: Antonio Nusa؛ زادهٔ ۱۷ آوریل ۲۰۰۵) بازیکن فوتبال اهل نروژ است که برای باشگاه آر بی لایپزیگ و تیم ملی نروژ بازی می‌کند.
وی همچنین در تیم ملی فوتبال زیر ۱۷ سال نروژ بازی کرده‌است.

## زندگی شخصی
نوسا در نروژ به دنیا آمد و از طریق پدرش اصالتی نیجریه‌ای دارد. پدر آنتونیو، جو نوسا به عنوان یک فوتبالیست به نروژ آمد و در باشگاه‌های نروژی بازی کرد.